# Caranquis
Els caranquis foren una ètnia ameríndia que va desenvolupar la cultura Cara, que va florir a la costa de l'Equador, on ara és la província de Manabí, al primer mil·lenni de la nostra era.

## Història
Al segle X dC, van seguir el riu Esmeraldas fins a l'alta vall andina que es va desenvolupar com la ciutat de San Francisco de Quito. Van derrotar la tribu local dels Quitu i van establir un regne. La cultura combinada Quitu-Cara també es coneixia com la civilització Shyris o Scyris, o la civilització Caranqui, va prosperar des del 800 dC fins a la dècada del 1470.
Durant més de quatre segles sota els reis, anomenats "shyris", del Cara, el Regne de Quito va dominar gran part de les terres altes de l'Equador modern. Els cara i els seus aliats van ser derrotats a les èpiques batalles de Tiocajas i Tixán el 1462, per un exèrcit de 250.000 homes dirigits per Túpac Yupanqui, el fill de l'Emperador dels Inca. Després de diverses dècades de consolidació, el Regne de Quito es va integrar a l'Imperi Inca.
El 1534 la cultura Quitu-Cara fou conquerida pels espanyols. Es van extingir com a tribu principalment a causa de l'exposició a noves malalties infeccioses europees, que van patir un gran nombre de víctimes mortals. A més, els conqueridors espanyols es van casar amb dones de Quitu-Cara. Els seus descendents van continuar casant-se, produint la població mestissa de la regió que es va anar desconnectant de la seva ascendència indígena.
Els historiadors Jacinto Jijón y Caamaño i Alfredo Pareja Diezcanseco van qüestionar l'existència d'aquest Regne i van suggerir que es tractava d'un llegendari relat prehispànic. No s'havia trobat cap prova arqueològica de Quitu.
Però, a principis del segle XXI, es va trobar una important troballa de tombes sofisticades, que data del 800 dC, al barri de Quito, de la Florida. Mesuren 20 metres de profunditat i contenen les restes d'un total de 10 individus en tres nivells, acompanyats de productes greus de tèxtils, peces tallades i menjar i beguda per al més enllà. El Museu de Florida es va inaugurar el 2010 al barri per contenir artefactes i material interpretatiu relacionat amb la cultura Quitu, incloses les figures d’un home i una dona vestides amb roba tradicional Quitu.

## Llegat
La llengua caranqui es conserva en topònims, com la ciutat de Carán, i el terme marcial Shyri, encara en ús a l'exèrcit equatorià.